# Municipio de Kidder (Misuri)
El municipio de Kidder (en inglés: Kidder Township) es un municipio ubicado en el condado de Caldwell en el estado estadounidense de Misuri. En el año 2010 tenía una población de 1081 habitantes y una densidad poblacional de 11,56 personas por km².

## Geografía
El municipio de Kidder se encuentra ubicado en las coordenadas 39°44′12″N 94°8′59″O / 39.73667, -94.14972. Según la Oficina del Censo de los Estados Unidos, el municipio tiene una superficie total de 93.54 km², de la cual 92,75 km² corresponden a tierra firme y (0,84 %) 0,78 km² es agua.

## Demografía
Según el censo de 2010, había 1081 personas residiendo en el municipio de Kidder. La densidad de población era de 11,56 hab./km². De los 1081 habitantes, el municipio de Kidder estaba compuesto por el 97,87 % blancos, el 0,19 % eran afroamericanos, el 0,19 % eran amerindios, el 0,65 % eran de otras razas y el 1,11 % eran de una mezcla de razas. Del total de la población el 1,11 % eran hispanos o latinos de cualquier raza.